# GOES 3
GOES 3, conocido como GOES-C antes de entrar en funcionamiento, es un satélite meteorológico y de comunicaciones geoestacionario estadounidense. Originalmente fue construido para la Administración Nacional Oceánica y Atmosférica (NOAA) como parte del sistema de satélites geoestacionarios operacionales del medio ambiente, y fue lanzado en junio de 1978. Estaba posicionado en órbita geoestacionaria, desde donde se utilizó inicialmente para el pronóstico del tiempo en los Estados Unidos. Desde que dejó de funcionar como satélite meteorológico en 1989, se ha utilizado como satélite de comunicaciones y ha pasado más de treinta y ocho años en funcionamiento. GOES 3 fue dado de baja el 29 de junio de 2016 en las instalaciones de CSTARS en Miami, Florida.
GOES 3 fue construido por Ford Aerospace y se basa en el bus satélite desarrollado para el programa SMS. En el lanzamiento tenía una masa de 627 kilogramos.

## Lanzamiento
GOES-C se lanzó utilizando un cohete portador Delta 2914 que volaba desde el Complejo de Lanzamiento 17B en la Estación de la Fuerza Aérea de Cabo Cañaveral. El lanzamiento se produjo a las 10:49 GMT del 16 de junio de 1978, justo dos minutos antes de un año después del satélite anterior, GOES 2.

## Órbita

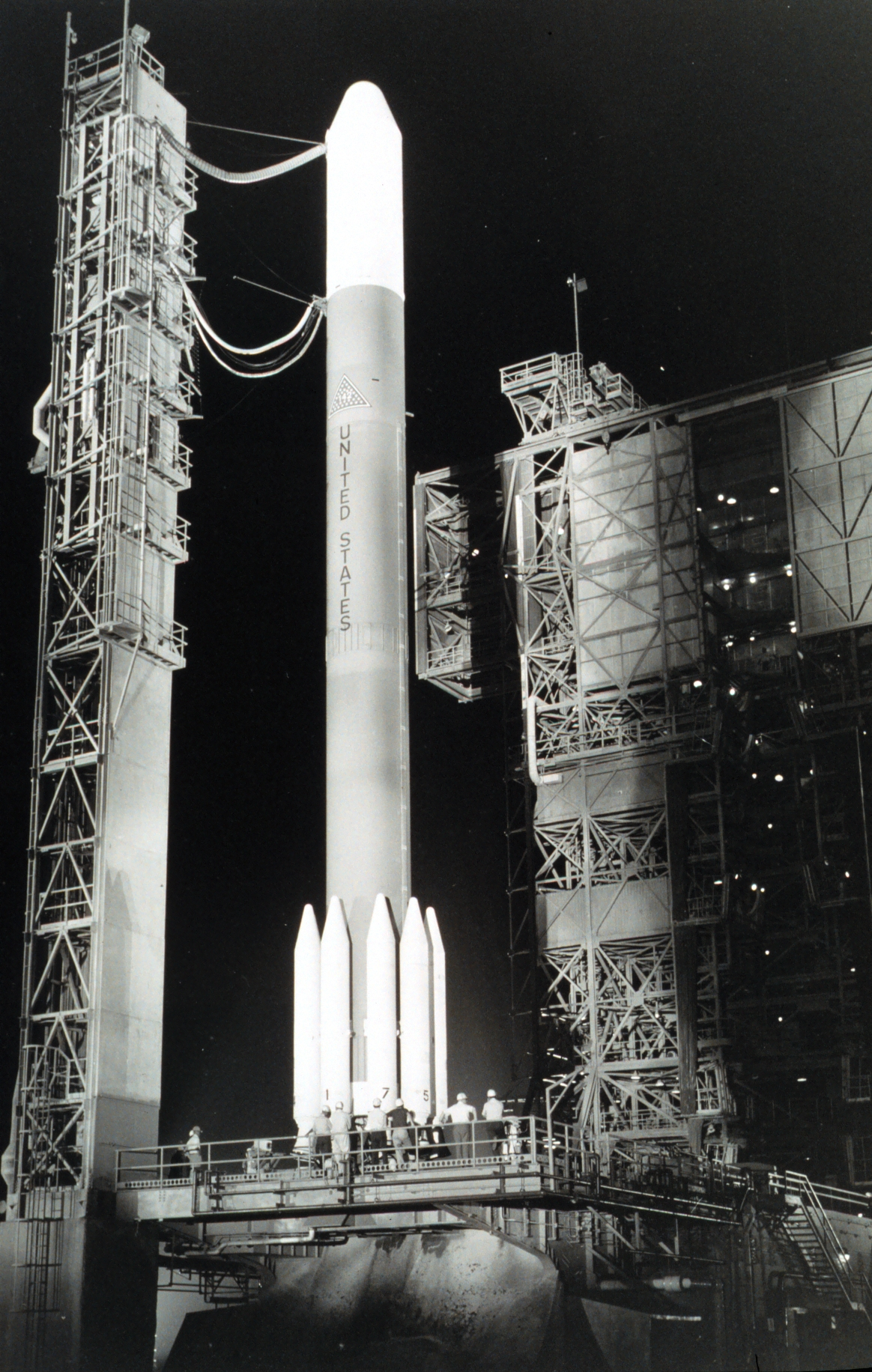
GOES-C en un Delta 2914 antes del lanzamiento

El lanzamiento colocó con éxito al GOES-C en una órbita de transferencia geosincrónica, desde la cual se elevó a la órbita geoestacionaria utilizando un motor de apogeo SVM-5 a bordo. Su inserción en la órbita geosincrónica ocurrió a las 03:22 el 17 de junio.
El GOES-C se sometió a pruebas en órbita, y posteriormente fue redesignado GOES 3. Reemplazó a GOES 1 en servicio, y fue operado inicialmente a 135° Oeste. En 1981, se movió a 90° Oeste, llegando en 1982, antes de partir nuevamente en 1984. En 1985 llegó a 135° Oeste. En 1987 se movió a 129° Oeste, donde funcionó hasta que se hizo inutilizable para los estudios meteorológicos en 1989.
Después de cesar las operaciones como un satélite meteorológico, GOES 3 se reasignó para su uso como un satélite de comunicaciones. En 1990, se trasladó a 175° Oeste, y en 1995 se movió de nuevo, y se ha colocado entre 102° y 110° Oeste desde 1996. Las organizaciones que han utilizado GOES 3 para comunicaciones incluyen Peacesat, que lo utilizó para proporcionar comunicaciones. servicios a las islas en el Océano Pacífico; la Universidad de Hawái, que lo utilizó para transmitir programas educativos; la Fundación Nacional de Ciencias de EE. UU., que lo utiliza para las comunicaciones con la estación Amundsen-Scott South Pole; y la Escuela Rosenstiel de Ciencias Marinas y Atmosféricas.